# Alfaro (rodzaj)
Alfaro – rodzaj słodkowodnych ryb z rodziny piękniczkowatych (Poeciliidae). 

## Występowanie
Występują w Ameryce Środkowej. 

## Taksonomia
Nazwę Alfaro zaproponował S. E. Meek we wrześniu 1912 przyjmując jako gatunek typowy Alfaro acutiventralis (nazwa obecnie uznawana za synonim A. cultratus). W listopadzie tego samego roku C. T. Regan przeniósł opisanego przez siebie w 1908 pod nazwą Petalosoma cultratum innego osobnika tego samego gatunku do rodzaju Petalurichthys. Zgodnie z zasadami Międzynarodowego Kodeksu Nomenklatury Zoologicznej nazwa Alfaro ma pierwszeństwo przed Petalurichthys.

## Charakterystyka
Ryby z tego rodzaju są żyworodne. Nożówka (Alfaro cultratus) jest hodowana w akwariach. 

## Gatunki
- Alfaro cultratus – nożówka[4]
- Alfaro huberi